# Радостный (Алтайский край)
Радостный — посёлок в Крутихинском районе Алтайского края России. Входит в состав Подборного сельсовета.

## География
Посёлок расположен в северной части Алтайского края, на левом берегу реки Крутишка, на расстоянии примерно 6 километров (по прямой) к западу от села Крутиха, административного центра района. К востоку от села находится Новосибирское водохранилище. Абсолютная высота — 172 метра над уровнем моря
Климат континентальный, средняя температура января составляет −19,3 °C, июля — 18,9 °C. Годовое количество атмосферных осадков — 320—360 мм.
Расстояние до
- районного центра: Крутиха 8 км.
- областного центра: Барнаул 187 км.

Ближайшие населенные пункты
Большой Лог 7 км, Крутиха 7 км, Подборный 8 км, Красноряжский 8 км, Заковряшино 8 км, Боровое 11 км, Соколово 15 км, Буян 15 км, Караси 15 км, Новоувальский 15 км.

## Население
| 1997 | 1998 | 1999 | 2000 | 2001 | 2002 | 2003 |
| ---- | ---- | ---- | ---- | ---- | ---- | ---- |
| 264  | ↘249 | ↗256 | ↘254 | ↗262 | ↘231 | ↗242 |
| 2004 | 2005 | 2006 | 2007 | 2008 | 2009 | 2010 |
| ↗254 | ↘245 | →245 | ↘230 | ↘220 | →220 | ↗230 |
| 2011 | 2012 | 2013 |      |      |      |      |
| ↘227 | ↗228 | ↘223 |      |      |      |      |

Согласно результатам переписи 2002 года, в национальной структуре населения русские составляли 91 %.

## Улицы
Уличная сеть посёлка состоит из 3 улиц и 4 переулков.

## Инфраструктура
В селе школьники обучаются в школе, которая является филиалом Крутихинской СОШ. При школе создана дошкольная группа «Малышок», работает магазин, медпункт и сельский клуб .